# 江崎固力果
江崎格力高（日语：／ Ezaki Guriko */?）是日本一家以製販糖果糕點為主力的大型食品公司，創業於1922年，總部位於大阪。
企業理念為「美味與健康」。英語版最初標記為「GOOD TASTE AND GOOD HEALTH」，1992年4月導入現行的企業識別系統後，改為「A WHOLESOME LIFE IN THE BEST OF TASTE」。

## 概要
公司以生產巧克力、零食、口香糖、冰淇淋等糖果糕點類食品為主。點心領域的競爭對手包括明治製菓、樂天集團、森永製菓、不二家、Bourbon等，食品領域競爭對手包括HOUSE食品、明治、S&B食品等。
主要往來銀行為舊三和銀行（現三菱日聯銀行），也是三和銀行系列的親睦會綠之會成員。
集團企業包括格力高乳業、格力高營養食品、ICREO，集團定位為生產從嬰幼兒開始，面向全年齡消費者的各種食品（糖果點心、食品、乳製品、飲料）的綜合食品製造商。
公司名稱「格力高」（Glico）是糖原（glycogen）的縮寫，該公司生產的首款糖果為「Glico-Caramel」。固力果的300米跑者商標亦是源自於初時生產的焦糖糖果，該糖果擁有15.4千卡，剛好是足夠跑步300米的能量（以一個高度165厘米，體重55公斤的人在1分鐘內跑過160米可燃燒8.21千卡計算，在1.88分鐘後應可跑過300米並燃燒15.4千卡）。
格力高·森永事件發生後，全部產品包裝均改為拆封後不可復原的設計。

## 沿革

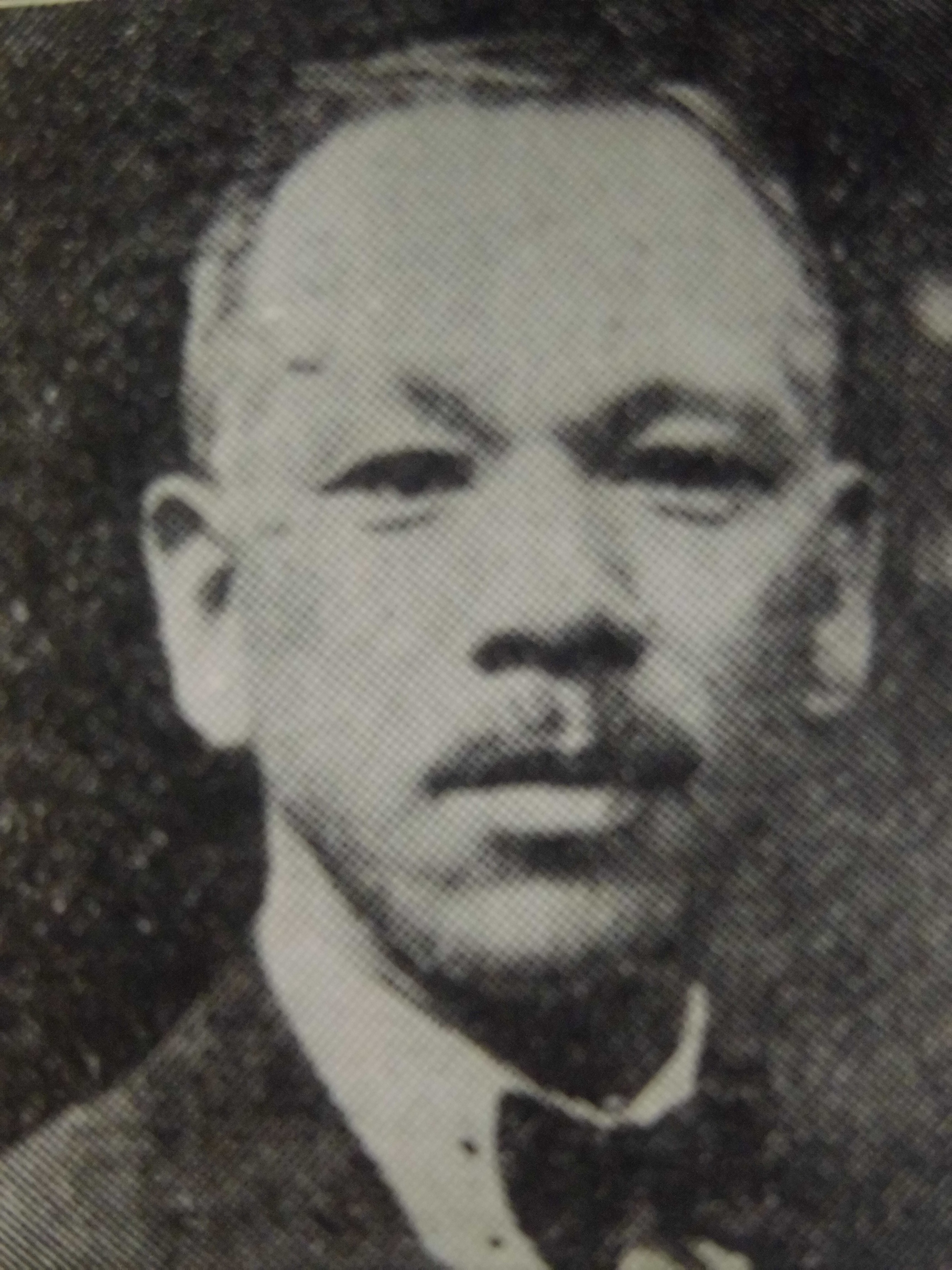
創業者江崎利一

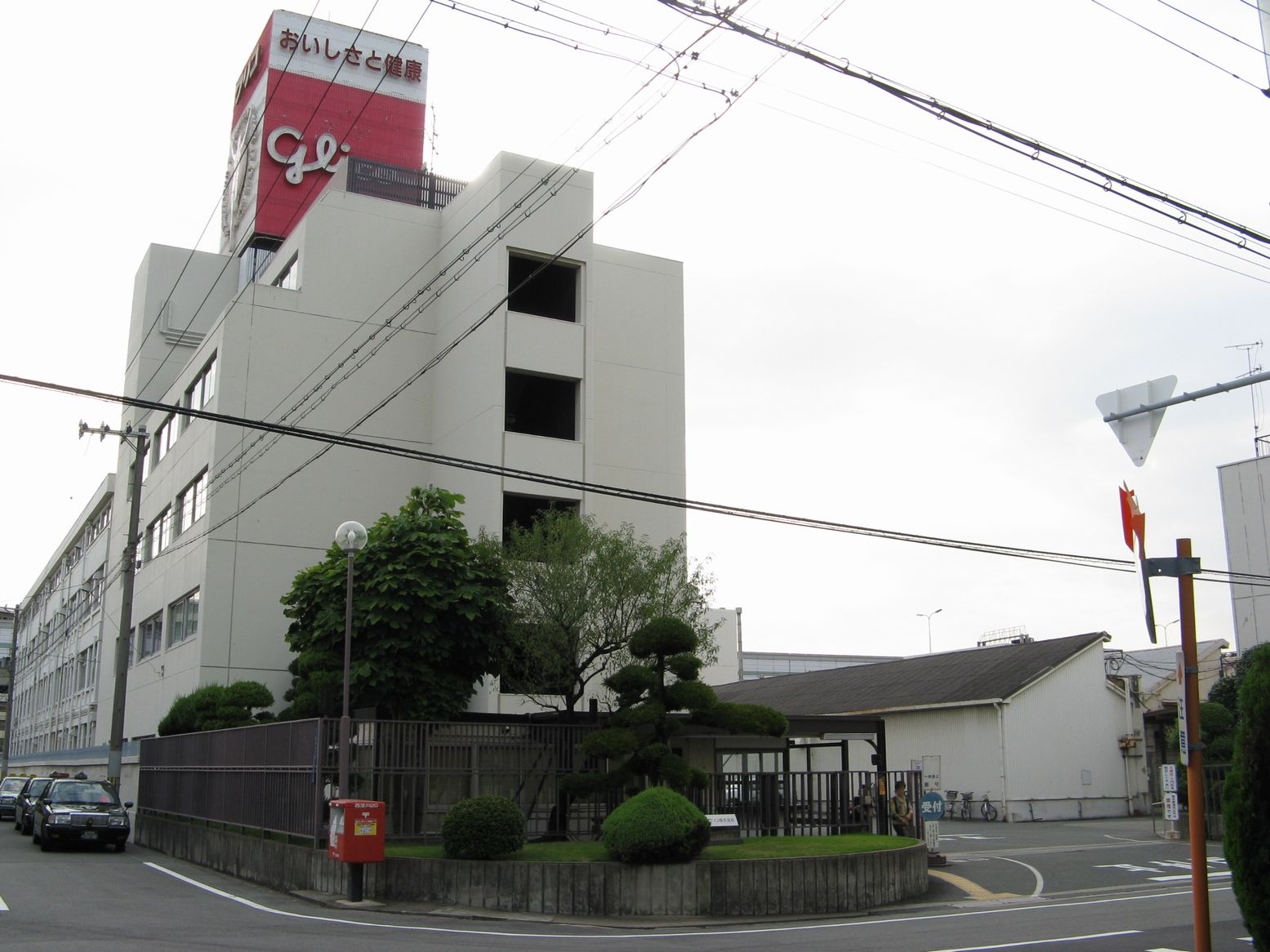
江崎格力高本社主樓（大阪市西淀川区）

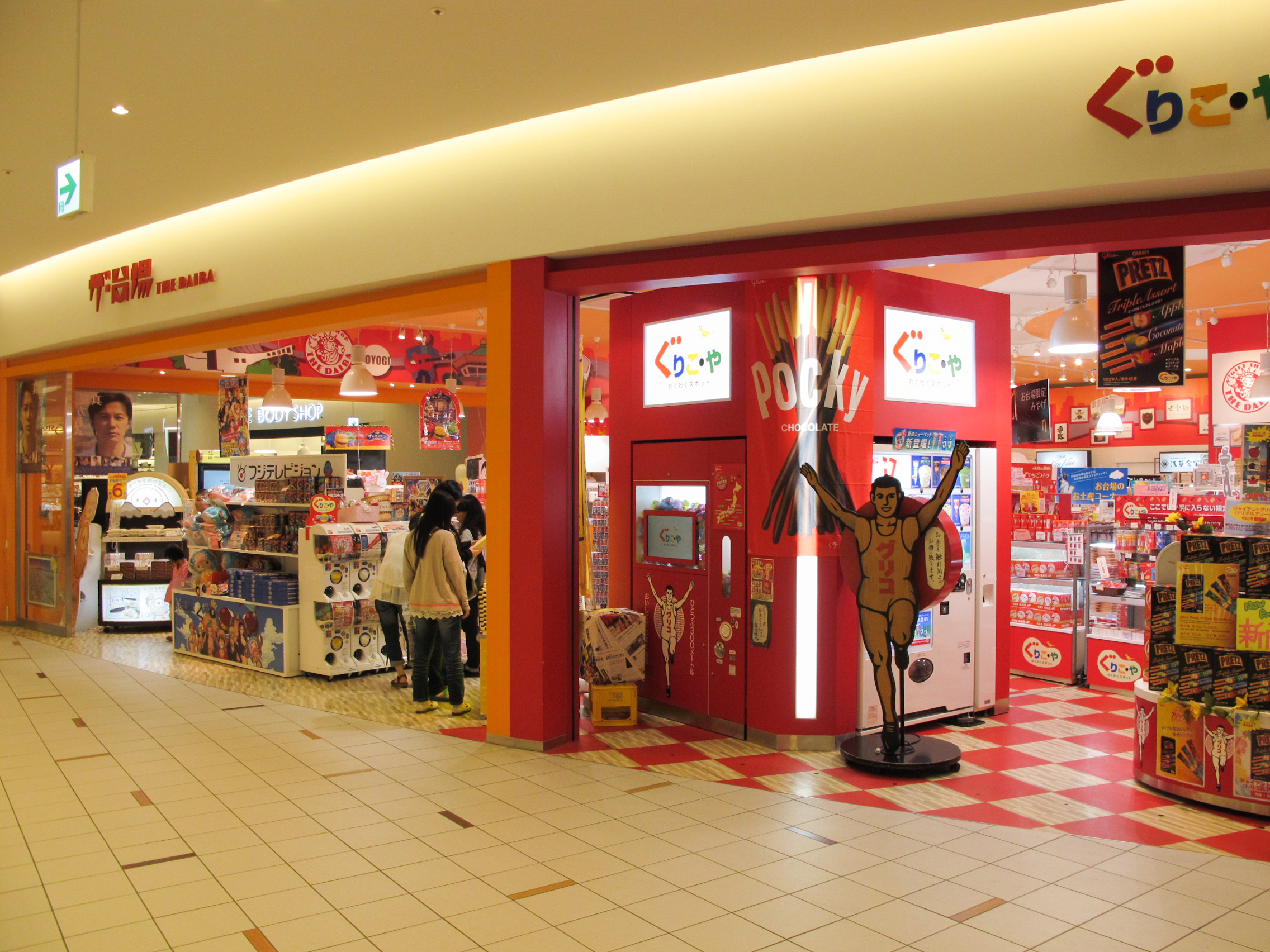
江崎格力在東京台場DiverCity Tokyo Plaza分店

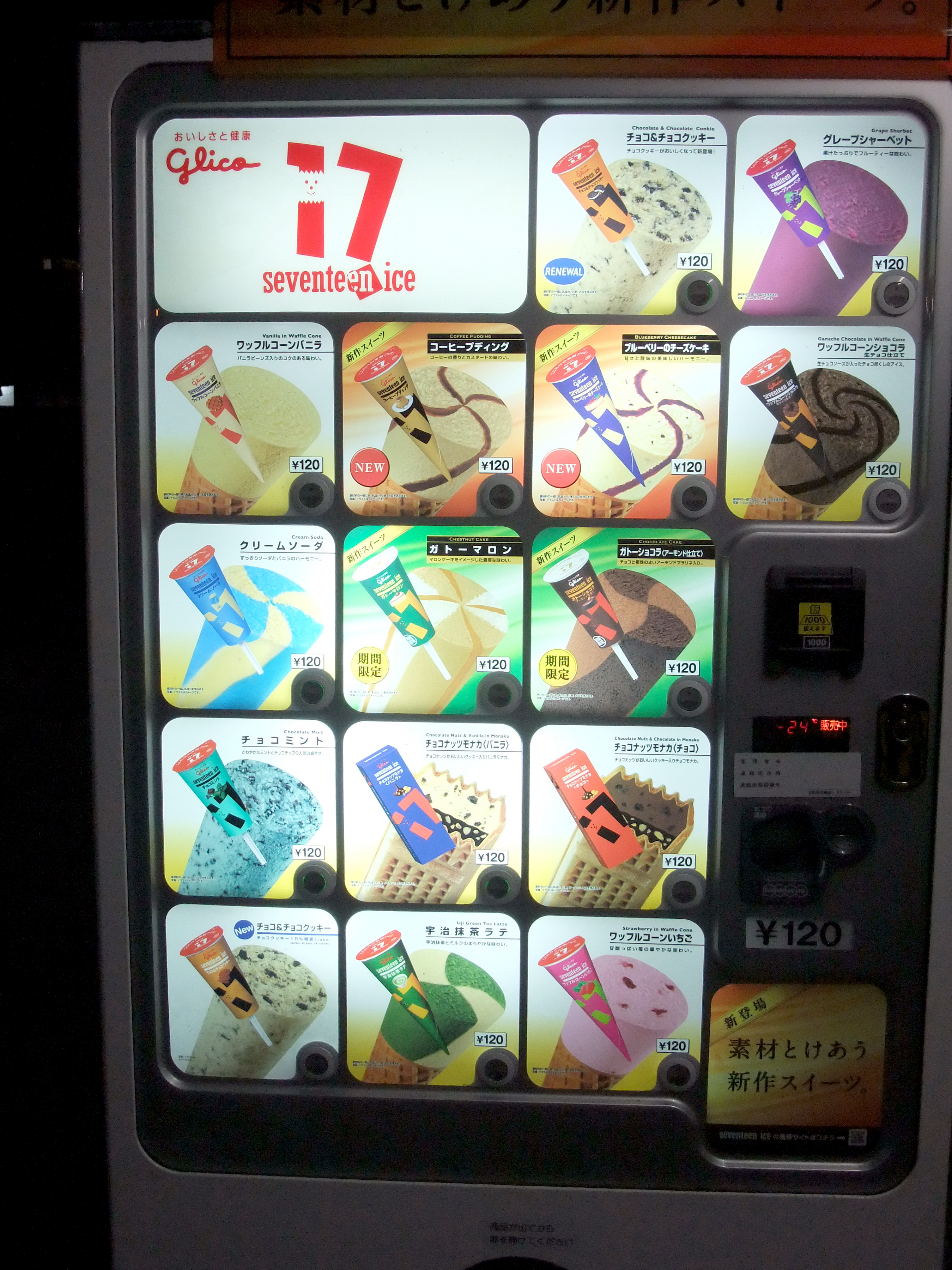
售賣各式江崎固力果雪糕的自動售賣機

- 1921年（大正10年） - 江崎利一在大阪市西区設立合名会社江崎商店。
- 1922年（大正11年）2月11日 - 「固力果」牛奶糖（Glico-Caramel）發售。是日被定為「江崎固力果創立記念日」。
- 1927年（昭和2年） - 附加玩具的「固力果」牛奶糖開始發售（おまけ付きグリコ），其為日本最早的食玩。
- 1929年（昭和4年） - 組織變更為「株式会社江崎」。
- 1933年（昭和8年） - 添加益生菌的餅乾「BISCO」発売，宣傳時衍生出日本最初的「豆文廣告」。
- 1934年（昭和9年） - 
  - 日期不明 - 財團法人母子健康協会設立。
  - 2月 - 商號變更為「格力高株式会社」。
- 1935年（昭和10年） - 大阪戎橋的巨型霓虹廣告看板（第1代，高33米的霓虹塔）首次登場。
- 1943年（昭和18年）
  - 日期不明 - 因戰時鋼材回收，大阪戎橋的霓虹廣告看板被撤去。
  - 2月 - 商號變更為「江崎格力高株式会社」。
- 1949年（昭和24年）
  - 12月 - 商號再次變更為「格力高株式会社」。
- 1955年（昭和30年） 
  - 日期不明 - 「杏仁固力果」開始發售。
  - 日期不明 - 大阪戎橋的巨型霓虹廣告看板（第2代）設立。
  - 4月 - 贊助電視電影『駝背的小馬』播放（蘇聯製的俄國童話改編電影，為該年開播的東京電台電視台（KR電視台、現:TBS放送）首播節目）。
- 1956年（昭和31年） - 集團企業固力果營養食品（日语：グリコ栄養食品）、固力果協同乳業（現・固力果乳業）（日语：グリコ乳業）設立。
- 1958年（昭和33年） - 「杏仁巧克力」發售。
  - 1月 - 商號重新變為「江崎格力高株式会社」。
- 1960年（昭和35年） - 「One Touch 咖喱」發售。
- 1962年（昭和37年） - 本社研究所開設。
- 1963年（昭和38年）
- 日期不明 - 大阪戎橋的巨型霓虹廣告看板（第3代）設立。
- 日期不明 - 格力高Cone（現：Giant Cone）（日语：ジャイアントコーン (菓子)）、百力滋發售。
- 1966年（昭和41年） - 百奇發售。
- 1970年（昭和45年） - 於泰國設立海外子公司「泰國固力果」。
- 1972年（昭和47年）
  - 3月 - 作為固力果創立50周年記念一環，「江崎記念館」設立。
  - 10月 - 贊助毎日放送系電視節目2代目。
- 日期不明 - 大阪戎橋的巨型霓虹廣告看板（第4代）設立。
- 1978年（昭和53年） - 「panapp（日语：パナップ）」發售。
- 1982年（昭和57年） - 於法國設立子公司「Generale Biscuit Glico France」管理歐洲業務，百奇歐洲版「米卡多（MIKADO）」發售。
- 1984年（昭和59年）
  - 3月 - 格力高·森永事件發生。發生社長遭綁架、製品遭投毒等一連串事件，造成股價暴跌、產品無人問津的連鎖效應，及後固力果主要產品緊急下架，并撤回宣傳廣告自肅。
  - 10月 - 固力果的製品包装線更新至今。
- 1985年（昭和60年） - 冰品「Seventeen-ice」開始在自動販賣機販賣（右圖），高級冰品「Excellent Ice-cream」發售。
- 1986年（昭和61年） - 生物化学研究所設立。冰品「冰之果實」（アイスの実）、加熱包裝咖喱「LEE」發售。
- 1987年（昭和62年） - 冰品「KISSMINT」發售。
- 1988年（昭和63年） - 兵庫縣神戸市工場型主題樂園「Glicopia（日语：グリコピア神戸）」開張。
- 1989年（平成元年） - DONBURI（現・DONBURI亭）系列發售（東京牛丼、橫濱中華丼、京都親子丼3種）
- 1990年（平成2年）4月 - 參展大阪花博。
- 1992年（平成4年）4月 - 創業70周年之際，英文商標変更為現有式樣（旧：歌德体「Glico」→新：筆記体「glico」）。
- 1993年（平成5年） - 成為J.League・清水心跳主要贊助商。
- 1995年（平成7年）
  - 1月17日 - 阪神・淡路大地震發生，大阪本社、大阪工場及主題樂園glicopia神戸（グリコピア神戸）受災（部分業務暫停）。
- 1996年（平成8年） - 官方網站開設。
- 1998年（平成10年）7月6日 - 大阪・戎橋的固力果巨型看板翻新為現有式樣（第5代）。
- 1999年（平成11年） - 11月11日定為「百奇&百利滋日」。因1999年為平成11年，「11年11月11日」，數字1並列與棒狀的「百奇」和「百利滋」酷似而制定，獲日本記念日協会承認。
- 2000年（平成12年） - 本社、全生產線取得ISO14001認証。
- 2001年（平成13年） - 收購嬰幼兒奶粉・飲料製造零售商爱力奥（日语：アイクレオ）為關係企業。
- 2002年（平成14年）6月 - 記念2002年世界杯足球賽開賽，大阪戎橋的固力果巨型看板更變為日本代表隊制服（賽事結束后恢復為原有式樣）。
- 2003年（平成15年）
  - 4月11日 - 戎橋的固力果巨型看板列入大阪市指定景觀構成物。
  - 8月20日至11月4日、戎橋的固力果巨型看板更變為阪神虎制服式樣（其後恢復為原有式樣）。
- 2004年（平成16年） - 絕品咖喱（カレーZEPPIN）發售（CM起用高橋克實為代言人）。
- 2006年（平成18年） - OTONA GLICO發售。
- 2010年（平成22年）12月 - 「日本環島固力果行」活動開始（～2011年2月）
- 2011年（平成23年）
  - 1月11日 - 「關東固力果」（関東グリコ株式会社）於埼玉縣北本市設立[1]。
  - 12月 - 子公司武生固力果工場（福井縣武生市）關閉[1]。
- 2012年（平成24年）
  - 3月 - 武生固力果解散。其後，東京固力果（東京都大田区西六鄉）、北海道固力果（北海道惠庭市）兩社的工場關閉、公司解散，關東固力果的事業縮減[1][2]。
  - 4月 - 埼玉縣北本市內關東固力果的菓子工場北本工廠完工開業[3]。
- 2014年（平成26年）
  - 8月17日 - 自1998年開始啟用已16年的第5代看板熄燈，並宣布第6代看板將於2014年秋天登場，維修期間由知名女演員綾瀨遙演出「工事期間限定企劃」，模仿原本跑跑男的姿勢出現在看板上。
  - 10月23日 - 大阪戎橋的第6代看板（LED屏幕）設立[4]。

## 關聯企業
江崎格力高旗下企業，合稱「格力高集團」。
- ICREO株式会社（日语：アイクレオ）：嬰兒調製奶粉、孕婦膳食補充劑的製造銷售
- 格力高營養食品株式会社（日语：グリコ栄養食品）：旧・格力高營養食品的原料部門繼承商號獨立的公司
- 格力高乳業株式会社（日语：グリコ乳業）（旧·格力高協同乳業）：牛奶、飲料等的製造銷售
- 東北冷凍株式会社[5]
- 関西冷凍株式会社[6]

### 生産關聯企業
- 仙台格力高株式会社
- 茨城格力高株式会社
- 關東格力高株式会社
- 三重格力高株式会社
- 關西格力高株式会社
- 神戶格力高株式会社
- 鳥取格力高株式会社
- 九州格力高株式会社
- 格力高千葉冰淇淋株式会社
- 格力高兵庫冰淇淋株式会社

### 其他關聯企業
- 江榮情報System株式会社

### 海外企業
- 格力高泰國（ 泰國）- 1970年設立，格力高首家海外當地法人
- Generale Biscuit Glico France S.A.（ 法國）- 歐洲版Pocky「MIKADO」的製造銷售
- 上海江崎食品有限公司（ 中华人民共和国 上海市黄浦区西藏中路268号1001室[7]）
- 美國江崎格力高（ 美国）
- 格力高加拿大（ 加拿大）
- 台灣股份有限公司（ 中華民國）

### 前集團企業
- 株式会社FOODLIER（日语：グリコ栄養食品）：前身為格力高營養食品株式会社。2012年，旗下食品原料部門繼承「格力高營養食品」商號成為獨立公司，本社則變更商號為「格力高火腿株式会社」。2014年1月，江崎格力高將格力高火腿全部股份轉讓給S Foods株式会社（日语：エスフーズ），商號隨之變更為「株式会社FOODLIER」。

## 廣告活動
江崎格力高位於大阪道頓堀上方的大型霓虹廣告牌，自1935年設置起便成為大阪市的著名地標。廣告牌是一個藍色跑道上的格力高跑者商標，背景為多個大阪的其他著名地標。該大型廣告牌曾為慶祝世界盃及為大阪棒球隊阪神虎打氣等活動而多次修改。由於該廣告牌相當有名而成為了遊客及當地人流行的拍照地點。

## 脚注
1. 1 2 3   (PDF).   [2014-08-05]. （原始内容 (PDF)存档于2014-01-13）.
2. ↑  （页面存档备份，存于） （页面存档备份，存于）  （页面存档备份，存于）. 北海道新聞. 2010-11-16.
3. ↑  [.   [2014-08-05]. （原始内容存档于2015-09-24）. ]
4. ↑  . 共同通信社 (东京: 共同社). 2014年10月23日: 1. （原始内容 (html)存档于2014-10-24） （中文（繁體））.
5. ↑  .   [2014-10-22]. （原始内容存档于2009-02-26）.
6. ↑  [.   [2014-10-22]. （原始内容存档于2021-01-13）. ]
7. ↑   (htm). 上海: 格力高官网: 1.   [2017-02-17]. （原始内容存档于2012-03-10） （中文（简体））.https://web.archive.org/web/20120513183050/http://www.glico.com.cn/glicocompany.html

## 外部連結
- 官方网站
- Glico PR Japan的X（前Twitter）（2010年9月16日 19:17:57 - ）※ UTC表記。
- Glico的Facebook專頁（2013年2月21日 - ）
- YouTube上的Glico Japan江崎グリコ 公式頻道（2012年9月5日 - ）
- グリコピア神戸（公式サイト） （页面存档备份，存于）
- グリコピア・イースト（公式サイト） （页面存档备份，存于）
- （页面存档备份，存于）